# دومین تجزیه لهستان

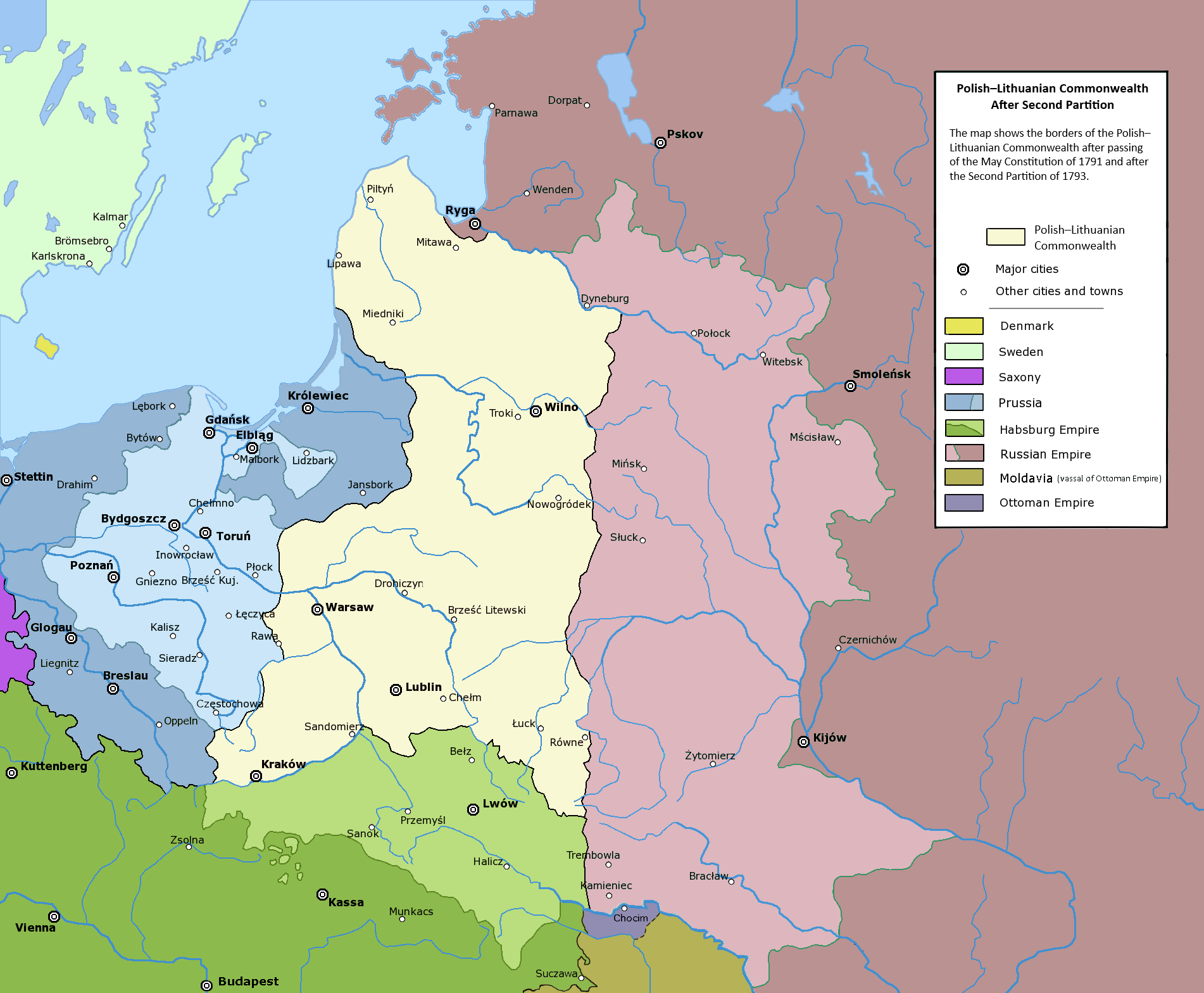
لهستان پس از دومین تجزیه (۱۷۹۳)

دومین تجزیه لهستان در سال ۱۷۹۳ میلادی ، به دومین مرحله از تجزیه لهستان اطلاق می‌شود که در ۱۷۹۵ میلادی با سقوط مشترک‌المنافع لهستان-لیتوانی به پایان رسید. دومین تجزیه لهستان پس از جنگ در دفاع از قانون اساسی رخ داد. محاسن بسیاری که این جنگ برای امپراتوری روسیه و پروس در پی داشت و به توسعه‌طلبی آنان کمک می کرد ، عامل مهمی برای آغاز این جنگ بود. طی دومین تجزیه ، لهستان حدود ۵ میلیون نفر از جمعیت خود و ۳۰۷٬۰۰۰ کیلومتر مربع از خاکش را از دست داد. سنای لهستان در سال ۱۷۹۳ میلادی تشکیل جلسه داد ؛به این امید که بتواند کشور را از بحران نجات دهد اما تنها ۲ سال بعد با وقوع سومین تجزیه لهستان ، موجودیت این کشور تا ۱۲۳ سال بعد از میان رفت.